# Lucas Pantelis
Lucas Pantelis (Adelaide, 12 marzo 1982) è un ex calciatore australiano di origini greche, di ruolo centrocampista.

## Caratteristiche tecniche
Giocava come ala sinistra.

## Carriera
Pantelis perde quasi tutta la stagione 2006-2007 per un infortunio al ginocchio. È tornato in campo con l'Adelaide United durante l'Asian Champions League del 2007. Dopo la stagione nel 2007-2008 ha rinnovato il contratto.